# Oscar Mayer (Politiker)
Oscar Mayer (* 4. Juni 1916 in Samedan; † 9. Oktober 2011 in Chur; heimatberechtigt in Tschlin) war ein Schweizer Politiker (SP).

## Leben

### Familie und Beruf
Der gebürtige Samedaner Oscar Mayer, Sohn des Postangestellten Michel Mayer, absolvierte nach seinem Pflichtschulabschluss eine Ausbildung zum Schriftsetzer. Nachdem er in der Folgezeit in seinem erlernten Beruf in Samedan sowie Chur eingesetzt gewesen war, übernahm er 1949 die Stelle des Arbeitersekretärs beim Gewerkschaftskartell Graubünden in Chur, die er bis 1964 innehielt.
Der konfessionslose Oscar Mayer war mit der aus Bormio stammenden Clara Virginia geborene Pergmann verheiratet. Er verstarb im Herbst 2011 in seinem 96. Lebensjahr in Chur.

### Politischer Werdegang
Oscar Mayer, Mitglied der Sozialdemokratischen Partei der Schweiz (SP), gehörte seit 1950 nebenamtlich, seit 1964 bis zu seiner feierlichen Verabschiedung in den Ruhestand 1980 vollamtlich dem Stadtrat (Exekutive) von Chur an, dort hatte er die Leitung des Departements für Soziales, Schulen und Polizei inne. Überdies übte er von 1950 bis 1975 das Amt des Schulratspräsidenten von Passugg-Araschgen aus. Zusätzlich vertrat Oscar Mayer seine Partei jahrelang im Bündner Grossrat sowie von Januar bis Dezember 1963 im Nationalrat.
In seiner Funktion als Stadtrat galt Oscar Mayers Engagement insbesondere der Förderung schwächerer Schüler, der Schaffung guter Arbeitsbedingungen für das städtische Personal sowie der Verbesserung des Zivilschutzes.